# Борисово (Кадуйский район)
Борисово — деревня в Кадуйском районе Вологодской области.
Входит в состав Никольского сельского поселения (до 2015 года входила в Андроновское сельское поселение), с точки зрения административно-территориального деления — в Андроновский сельсовет.
Расстояние по автодороге до районного центра Кадуя — 42 км, до центра сельсовета деревни Андроново — 4 км. Ближайшие населённые пункты — Пособково, Фаленская, Бильково.
По переписи 2002 года население — 2 человека.